# DYRIAS
Die Dynamischen Risiko Analyse Systeme (Abkürzung DyRiAS) sind computergestützte Instrumente, die von einer Darmstädter Firma für die Prävention zielgerichteter Gewalttaten entwickelt wurden. Laut ihren Entwicklern sollen die DyRiAS-Instrumente ihre Anwender bei der Abklärung problematischer Verhaltensmuster unterstützen, indem sie zu erfassen versuchen, inwieweit bedrohlich wirkendes Verhalten einer Person mit dem Risiko für eine schwere tödliche Gewalttat assoziiert sein könnte. Sie wurden im Rahmen verschiedener wissenschaftlicher Studien evaluiert, wobei in unabhängigen Studien keine Nachweis für die Validität erbracht werden konnte. Eine frühe Identifizierung möglicher Risikoentwicklungen mit DyRiAS soll gewährleisten, dass problematische Eskalationsprozesse bedrohlich wirkender Personen durch ein gezieltes Fallmanagement durchbrochen werden können. Unter der Bezeichnung DyRiAS vermarktet die Herstellerfirma derzeit die drei Instrumente DyRiAS-Schule, -Arbeitsplatz und -Intimpartner, die jeweils auf spezifische Bereiche der schweren zielgerichteten Gewalt fokussieren.

## Wissenschaftliche Grundlage und Entwicklung
Hinter DyRiAS steht die Erkenntnis, dass eine schwere, zielgerichtete Gewalttat den Endpunkt eines Entwicklungsweges darstellt. Internationale Studien zeigen, dass dieser Weg von charakteristischen und potentiell beobachtbaren Merkmalen im Verhalten und in der Kommunikation des späteren Täters begleitet ist. Häufig nahm das soziale Umfeld zwar auffälliges Verhalten der späteren Täter im Vorfeld zielgerichteter Gewalt wahr, konnte dieses aber nicht richtig einschätzen. An der potentiellen Beobachtbarkeit dieser Entwicklung im Vorfeld zielgerichteter Gewalt setzt DyRiAS an.
Laut Hersteller wird Gewalttätigkeit im Rahmen des Bedrohungsmanagements mit DyRiAS nicht als eine unveränderliche Persönlichkeitseigenschaft verstanden, sondern als eine Folge, die sich aus dem ständigen Wechselspiel zwischen Täter, Opfer und situativen Einflüssen ergibt. Die Instrumente seien daher sowohl für die Einstellungen einer Person gegenüber Gewalt und potentiellen Opfern als auch für die Zuspitzung ihrer individuellen Lebenssituation sowie bereits gezeigtes aggressives Verhalten sensibel. Die Entwickler weisen darauf hin, dass eine Risikoeinschätzung immer fallbegleitend erfolgen sollte und ggf. aktualisiert werden muss, sobald sich das Verhalten des Täters oder seine Situation deutlich verändert.
Die Entwicklung der DyRiAS-Instrumente basiert auf der Auswertung internationaler Studien und Forschungsarbeiten der Arbeitsstelle für Forensische Psychologie der Technischen Universität Darmstadt sowie des Instituts Psychologie und Bedrohungsmanagement in Darmstadt. Dem fortschreitenden Forschungsstand entsprechend werden die Module regelmäßig aktualisiert.

## DyRiAS-Module: Fokus und Validität
Derzeit werden drei DyRiAS-Instrumente verkauft, die jeweils auf spezifische Bereiche der schweren zielgerichteten Gewalt fokussieren. Die Nutzung jeweils an eine Anwenderschulung gebunden, womit der fachgerechte Einsatz der Instrumente sichergestellt werden soll.

### DyRiAS-Schule
DyRiAS-Schule behauptet, das aktuelle Risiko eines (ehemaligen) Schülers bzw. einer (ehemaligen) Schülerin zu erfassen, im Schulkontext eine schwere zielgerichtete Gewalttat zu begehen (School Shooting, Amok an Schulen). Im Rahmen einer von der Herstellerfirma produzierten Validierungsstudie konnte angeblich gezeigt werden, dass das Instrument in der Lage ist, Hochrisikofälle korrekt zu identifizieren und zugleich Fälle mit geringem Bedrohungspotenzial als wenig risikobehaftet einzustufen. Unabhängige Untersuchungen zur Wirksamkeit sind nicht bekannt.

### DyRiAS-Arbeitsplatz
DyRiAS-Arbeitsplatz wird zur Einschätzung des Risikos für eine schwere Gewalttat im Arbeitskontext in Unternehmen und Behörden genutzt. Insgesamt ist DyRiAS-Arbeitsplatz in drei Spezifizierungen verfügbar, welche auf unterschiedliche Beziehungsmuster zwischen der auffälligen Person und der Organisation fokussieren:
- Das Modul Mitarbeiter betrachtet das Risikopotential von aktuellen oder ehemaligen Mitarbeitern des Unternehmens bzw. der Behörde für eine schwere Gewalttat.
- Bei dem Modul Kunde stehen externe Personen im Fokus, wie zum Beispiel Kunden, Lieferanten oder andere Personen, die mit dem Unternehmen bzw. der Behörde in Verbindung stehen.
- Das Modul Intimpartner fokussiert auf bedrohliche Personen, die beispielsweise zu einer Mitarbeiterin des Unternehmens bzw. der Behörde in einer intimpartnerschaftlichen Beziehung stehen oder standen.

### DyRiAS-Intimpartner
DyRiAS-Intimpartner betrachtet das Risiko für schwere tödliche Gewalt durch den (Ex-)Intimpartner.
Bei der Konstruktion des Moduls wurden insgesamt 70 Fälle von versuchter oder vollendeter Tötung der (Ex-)Partnerin oder des (vermuteten) neuen Lebensgefährten durch männliche Partner und Ex-Partner ausgewertet. Überprüft wurden die Ergebnisse anhand einer Kontrollgruppe von häuslichen Gewalttätern beziehungsweise Männern, die wegen bedrohlichen Verhaltens gegenüber ihrer (ehemaligen) Partnerin auffällig geworden waren. Die Entwickler behaupten, dass das Instrument dabei in der Lage war, die Gruppe der Täter korrekt zu identifizieren. Eine unabhängige Studie von Gerth et al. konnte dies nicht bestätigen.

#### Kritik an der Validität von DyRiAS-Intimpartner
DyRiAS-Intimpartner wurde bislang im Rahmen von drei Studien evaluiert. Zwei wissenschaftlichen Untersuchungen zufolge ist das Instrument in der Lage, das Risiko von tödlicher Gewalt in Abgrenzung zu nicht- tödlicher Aggression, etwa in Form von Drohungen, physischer Gewalt und Stalking durch (Ex-)Intimpartner, korrekt zu identifizieren. Bei den Ergebnissen der ersten Studie aus dem Jahr 2012 handelt es sich um keine unabhängige wissenschaftliche Untersuchung, da diese von den Entwicklern selbst durchgeführt wurde. Im Gegensatz zu dieser Studie fallen die Resultate weiterer Validierungen deutlich differenzierter aus. Andreas Frei kam bei seiner Untersuchung zum Schluss, dass lediglich 11 % der Probanden, welchen durch das Modul ein hohes Gewaltrisiko (Stufe 4 und höher) attestiert wurde, letztendlich ein Gewaltdelikt begingen, stimmte den Entwicklern im Bezug auf die Erkennungsrate jedoch zu. Diese werde allerdings nur mit einer hohen Zahl an Falschtreffern erreicht. Die dritte Studie von Gerth et al. aus dem Jahr 2015 bemängelt diese starke Überschätzungstendenz ebenfalls. Diese Studie untersuchte das Rückfallrisiko von Tätern bei häuslicher Gewalt und kam zu dem Schluss, dass das Instrument nicht zur verlässlichen Vorhersage fähig war. Weiter bemängelt sie die Verhältnismäßigkeit der Strategien, welche auf Grundlage von DyRiAS Prognosen getroffen werden. Damit sind die Ergebnisse der herstellereigenen Studie, insbesondere aufgrund der starken Abweichung zu den Schlüssen einer dritten unabhängigen Studie kritisch zu beurteilen. Die Herstellerfirma kritisiert das Versuchsdesign der Studie von Gerth et al., weil darin tödliche Gewalt keine Berücksichtigung finde. Laut einem Bericht von Timo Grossenbacher vom Schweizer Fernsehen SRF aus dem Jahr 2018 bestehen zudem Hinweise darauf, dass die Entwickler von DyRiAS möglicherweise kritische Passagen aus dem Wikipedia-Artikel zu ihrer Software zu entfernten.

### Screener-Islamismus
Der Screener-Islamismus ist ein standardisiertes Instrument zur frühzeitigen Erkennung von möglichen Radikalisierungsprozessen im Bereich Islamismus. Es unterstützt die Anwender bei der Identifizierung und Abklärung von Verhaltensmustern, die sich im Zuge von islamistischen Radikalisierungsprozessen als relevant erwiesen haben. Das Instrument ist sensibel für die Verfestigung individueller Radikalisierungstendenzen einer Person und für damit möglicherweise einhergehende islamistisch motivierte Handlungen wie Anschlagsplanungen und -durchführungen und den Anschluss einer Person an dschihadistische Gruppierungen im In- und Ausland. Der Screener-Islamismus findet ausschließlich dann Anwendung, wenn eine Person durch besorgniserregendes Verhalten aufgefallen ist.
Der Screener wurde an 31 Fällen strafrechtlich relevanter dschihadistischer Aktivität getestet, wobei das Instrument auf der Grundlage der im Vorfeld der Tat gezeigten Verhaltensmuster alle Fälle korrekt identifizieren konnte.

## Nutzung von DyRiAS
Die DyRiAS-Instrumente wurden für Fachleute aller Berufsgruppen entwickelt, die sich mit der Risikoeinschätzung und dem Fallmanagement in dem jeweiligen Feld beschäftigen (bspw. Mitarbeiter des Unternehmens, die mit der Risikoanalyse betraut wurden, wie Pädagogen, Psychologen, Psychiater, Therapeuten, Polizeibeamte). Neben Beratungseinrichtungen und Schulämtern arbeitet auch die Kantonspolizei Zürich seit mehreren Jahren mit DyRiAS.